# Paolo Sorrentino
Paolo Sorrentino (ur. 31 maja 1970 w Neapolu) – włoski reżyser, scenarzysta i producent filmowy i telewizyjny.

## Życiorys
Sorrentino jako filmowiec debiutował w latach 90. Od tego czasu wyreżyserował kilkanaście filmów fabularnych, krótkometrażowych i telewizyjnych. Wśród jego stałych współpracowników są producenci Francesca Cima oraz Nicola Giuliano, montażysta Cristiano Travaglioli, a także operator Luca Bigazzi i aktor Toni Servillo.
Filmy Paola Sorrentina kilkakrotnie brały udział w konkursie głównym MFF w Cannes. Za swoją twórczość reżyser otrzymał szereg nagród filmowych, m.in. David di Donatello (czterokrotnie), Europejską Nagrodę Filmową (dwukrotnie), BAFTA, zdobywca amerykańskiego Golden Globe i Oskara, był nominowany do nagrody Goya oraz Cezara.
Przewodniczył obradom jury sekcji „Un Certain Regard”na 62. MFF w Cannes (2009). Zasiadał również w jury konkursu głównego na 70. MFF w Cannes (2017).

## Wybrana filmografia
- 2001: O jednego więcej (L'uomo in più)
- 2004: Skutki miłości (Le conseguenze dell'amore) – David di Donatello za najlepszy film, reżyserię i scenariusz
- 2005: Sabato, domenica e lunedì (TV)
- 2006: Przyjaciel rodziny (L'amico di famiglia)
- 2008: Boski (Il divo)
- 2011: Wszystkie odloty Cheyenne’a (This Must Be the Place) – David di Donatello za najlepszy scenariusz
- 2013: Wielkie piękno (La grande bellezza) – Europejska Nagroda Filmowa za najlepszy film i reżyserię.  BAFTA – nagroda Brytyjskiej Akademii Filmowej dla najlepszego filmu obcojęzycznego (16.02.2014). Golden Globe – nagroda Amerykańskiego stowarzyszenia prasy zagranicznej – dla najlepszego filmu obcojęzycznego (12.01.2014). OSCAR- Nagroda Amerykańskiej Akademii Filmowej dla najlepszego filmu obcojęzycznego (02.03.2014)
- 2015: Młodość (Youth)
- 2016: Młody papież (The Young Pope) – (serial TV w koprodukcji HBO, Canal+ i Sky Atlantic; w Polsce emitowany na antenie HBO i w serwisie HBO GO)
- 2018: Oni (Loro)
- 2020: Nowy papież (The New Pope)[3]
- 2021: To była ręka Boga (The Hand of God)[4]
- 2025: Parthenope[5]

## Odznaczenia
- Wielki Oficer Orderu Zasługi Republiki Włoskiej (2017)[6]
- Komandor Orderu Zasługi Republiki Włoskiej (2014)[7]